# معمل فرز الغاز عن النفط
في قطاع التنقيب والإنتاج النفطي، يُعرف معمل فرز الغاز عن النفط بأنه سلسلة مرافق مؤقتة أو دائمة تُعنى بفرز السوائل النفطية التي يتم إنتاجها عند فوهة البئر إلى العناصر الرئيسة المكونة لها، وهي البخار (الغاز) والسوائل (النفط والماء).

## المعمل المؤقت
ترتبط المرافق المؤقتة لمعمل فرز الغاز عن النفط بالآبار المحفورة حديثًا أو الآبار المحفورة باستخدام أساليب الحفر المائل، وهي المرافق التي يتم من خلالها تقييم الطاقة الإنتاجية لتلك الآبار. ويتصل المعمل، الذي يحتوي على وعاء لاختبار عمليات فرز الغاز عن النفط، بفوهة البئر بعد صمام تنظيم تدفق السوائل. وتتم عملية فرز السوائل في هذه الأوعية من خلال استغلال خاصية الجاذبية الأرضية لاستخراج المواد المكونة لها في حالاتها الثلاث: فالمواد الصلبة، مثل الرمل (المرحلة الأكثر كثافة) تستقر في الجزء الأسفل من الوعاء، ثم الماء والنفط اللذين يتم فرزهما بصورة منفصلة من قاعدة الوعاء، ثم البخار أو الغاز (المرحلة الأقل كثافة)، الذي يتم فرزه في أعلى وعاء الفرز. وبعد ذلك، تتم معايرة كل حالة من الحالات الثلاث لتحديد معدلات التدفق النسبية للعناصر المكونة لها والطاقة الإنتاجية للبئر. وفي المرافق المؤقتة، يتم عادةً حرق البخار، والتخلص من الماء في البحر بعد معالجته وتقليل محتواه من المواد النفطية إلى الحدود المسموح بها قانونيًا، فيما يتم تحويل النفط الخام إلى صهاريج التحميل لإزالته ومعالجته في المرافق الموجودة على اليابسة. وفي حالات أخرى، وإذا كان المعمل المؤقت لفرز الغاز عن النفط مرتبطًا بمرافق إنتاج دائمة، قد يتم تنفيذ المرحلة الخاصة بمعالجة النفط في منشآت المعمل الدائم لفرز الغاز عن النفط.

## المعمل الدائم
يرتبط المعلم الدائم لفرز الغاز عن النفط بمرافق إنتاج دائمة داخل البحر. وللاطلاع على وصف كامل لمثل هذا المعمل، يُرجى الرجوع إلى معمل إنتاج النفط. يُسمى وعاء فرز الغاز والنفط والماء بوعاء الفرز ثلاثي المراحل. في هذا الوعاء، يتم ضخ مكثفات الغاز والنفط عبر خطوط أنابيب محددة، فيما تتم إزالة الرمل والمواد الصلبة الأخرى من وعاء الفرز والتخلص منها في البحر.

## أسباب المعالجة

### إنتاج متعدد المراحل
يجب أولاً فرز الماء، وبعدها يتم تنفيذ مرحلة فرز واحدة لإنتاج (النفط والماء) معًا، فيما يتم تنفيذ مرحلة منفصلة لإنتاج الغاز. وبعد ذلك، تتم إضافة مواد كيميائية لتحويل النفط الخام والماء إلى مُستحلب. ثم يتم بعد ذلك عكس هذه العملية في مرافق التخزين والإنتاج من إضافة مواد تفكيك المواد المستحلبة التي تعمل على فرز الماء ليتم سحبه من أسفل الصهريج. وبعد عملية التخزين، يمكن بيع النفط الخام إلى المصافي، والتي تقوم بدورها بإنتاج الوقود بمختلف أنواعه، والكيميائيات، ومنتجات الطاقة.

### الضغط
تصل درجات ضغط السوائل التي يتم استخراجها من البئر إلى مستويات عالية عند وصولها إلى فوهة البئر. ومع إن درجات الضغط التي تزيد عن 23 ألف رطل لكل بوصة مربعة (1600 ضغط جوي) في مراحل الإنتاج ليست أمرًا مستغربًا، إلا أنها تكون عادةً أقل من ذلك. ويتم خفض درجة الضغط العالية عند صمام تنظيم تدفق السوائل عادةً لتكون من 7 إلى 30 بار في وعاء الفرز، وذلك على الرغم من أن وعاء الفرز يمكن أن يعمل في المرحلة الأولى عند درجة ضغط عالية تبلغ 250 بار تقريبًا. وقد تلجأ الممارسات الحديثة المتعلقة باستخلاص النفط إلى استخدام أقماع دوامية لتحل محل المعمل المؤقت لفرز الغاز عن النفط، وهو الأمر الذي يسمح بإزالة الماء مباشرة وإعادة حقنه في المكمن. وتعمل الأقماع الدوامية هذه على تغيير معدلات التدفق وفقًا لمحتوى الماء، ويمكنها أيضًا فرز المكثفات عن الغاز في الوقت الذي يتم فيه تخزين المنتجات القريبة من بئر الإنتاج وتصديرها (مثلما يحدث على المنصات البحرية).

### الشوائب
قد يحتوي النفط الخام الذي يتم استخراجه من البئر على كميات من الكبريت (مثل كبريتيد الهيدروجين والثيول) و/أو ثاني أوكسيد الكربون، ويُعرف في هذه الحالة باسم الخام "المر". ويعمل وعاء فرز الغاز عن النفط عادةً على فصل كبريتيد الهيدروجين وثاني أوكسيد الكربون إلى مرحلة البخار أو الغاز، حيث يتم تنفيذ المزيد من عمليات المعالجة عليهما. وفيما يتعلق "بعمليات تحلية النفط الخام" الأكثر شيوعًا، فإنها تلجأ إلى استخدام الأمينات لإزالة محتويات الكبريت وثاني أوكسيد الكربون. وأما النفط الخام الذي يحتوي على ماء، فيُسمى "النفط الرطب"، حيث يتم في هذه الحالة التخلص من الماء من خلال مزج النفط بمواد مستحلبة ليتم ضخه عبر خط الأنابيب. ثم تتم بعد ذلك معالجة النفط الخام لجعل مواصفاته مقبولة لضخه في خطوط الأنابيب، وذلك قبل أن يتم نقله إلى أحد المصافي للمعالجة.

### فرز المراحل
من الملائم عادةً فرز الغازات والسوائل من أجل تنفيذ عمليات معالجة منفصلة عليها. ويتضمن ذلك أيضًا فرز المواد السائلة النفطية والماء.

### استخلاص الغاز
في الماضي، وفي بعض الدول هذه الأيام، يُنظر إلى الغاز على أنه منتج فائض ويتم حرقه. ولكن تجميع هذا الغاز يعمل على خفض انبعاثات الكربون، وإنتاج سلعة أساسية قابلة للتسويق.

## روابط خارجية
- عملية فصل الغاز عن الزيت